# Partita a tennis
Partita a tennis (Tennis Racquet) è un film del 1949 diretto da Jack Kinney. È un cortometraggio animato della serie Goofy realizzato, in Technicolor, dalla Walt Disney Productions e uscito negli Stati Uniti il 26 agosto 1949. È stato distribuito in home video anche come La racchetta da tennis.

## Trama
In un campo da tennis, si svolge una partita di tennis organizzata dalla BBB Balls Company tra Big Ben e Little Joe. Dopo che un giardiniere ha provocato alcuni problemi ai tennisti, la partita viene vinta da Big Ben, che riceve un enorme trofeo, facendo arrabbiare l'avversario. Big Ben decide di stringere la mano a Little Joe, ma i due vengono lanciati nella coppa, che viene portata via dal giardiniere.

## Distribuzione

### Cinema
- Pippo olimpionico (1972)[3][4]

### Edizioni home video

#### DVD
Il cortometraggio è incluso nei DVD Walt Disney Treasures: Pippo, la collezione completa ed Extreme sports fun.